# 江西沟镇
江西沟镇，是中华人民共和国青海省海南藏族自治州共和县下辖的一个乡镇级行政单位。
2018年1月撤乡建镇。

## 行政区划
江西沟镇下辖以下地区：
江西沟乡社区、大仓村、元者村和莫热村。